# Уморна светлост
Уморна светлост (енгл. Tired light) је назив за алтернативни, хипотетички, механизам црвеног помака. Тренутно стандардно објашњење везе црвеног помака и удаљености засновано је на космолошком моделу Великог праска. „Уморну светлост“ је први предложио 1929. године Фриц Звицки који сугерише да фотони можда полагано губе енергију у току њиховог кретања на великим растојањима кроз једну статичку васиону, услед њихове интеракције са материјом или са другим фотонима, или услед неког новог и непознатог механизма. Пошто је смањење енергије сразмерно повећању таласне дужине светлости, овај ефекат могао би да изазове црвени помак спектралних линија који се повећава пропорционално са удаљеношћу извора светлости. Термин "tired light" (уморна светлост) први је употребио Ричард Толман у раним 1930-им годинама. Механизам „уморне светлости“ је, као што је наведено, једна од предложених алтернатива моделу Великог праска који претпоставља да је Хаблов закон повезан са метричком експанзијом простора. Средином двадесетог века, већина космолога подржавало је ову парадигму, али само неколицина је улагала напоре у алтернативу „уморне светлости“. Како је дисциплина осматрачке (опажајне) космологије напредовала у другој половини 20. века и како су одговарајући подаци били све бројнији и све тачнији, Велики прасак је израстао у предоминантну космолошку теорију и постао прихваћен као савремена параметризација стања и еволуције васионе. Данас је број следбеника нестандардне космологије која се ослања на модел „уморне светлости“ врло мали.. Огромна већина физичара и астрофизичара прихватила је закључак многобројних студија да такав један модел није у стању да ваљано објасни космолошки црвени помак.

## Модели „Уморне светлости"
у дугом низу година предложен је већи број модела „уморне светлости“ од којих ће бити поменуто само неколико.

### Модел Фрица Звицког
Фриц Звицки бавио се алтернативним објашњењем црвеног помака и сам предложио неколико модела.
- Комптонов ефекат:

"... светлост са удаљених небула подлеже црвеном помаку услед Комптоновог ефекта - фотони светлости на свом путу сударају се са слободним електронима у међузвезаданом простору. Недостатак овог модела је што би онда светлост била расута у свим правцима те би међузвездани простор постао непровидан, тј., слике свих објеката биле би замућене. Очигледно да је свако објашњење засновано на процесу расејања светлости као што је Комптонов или Раманов ефекат у безнадежној позицији када је у питању добра дефиниција слика коју опажамо телескопима."
- Гравитациони потенцијал:

„Могао би да се очекује помак спектралних линија под утицајем статичког гравитационог потенцијала на различитим удаљеностима од центара галаксија. Овај ефекат, наравно, не би био ни у каквој релацији са растојањима до опажених галаксија мерено од нашег система и, према томе, не би могао да објасни већину појава које су очигледно сразмерне растојању од посматрача." (Црвени помак је иу изразитој вези са удаљеношћу, дакле и старошћу светлосног извора.)
- Гравитационо повлачење (кочење) светлости:

"... гравитациони аналогон Комптоновом ефекту има све његове недостатке...
Лако је уочити да би овакав механизам црвеног помака померао спектралне линије зависно од њихове таласне дужине.. Ако би ове линије биле фотографисане са довољно великом дисперзијом, померање центра гравитације линије било би независно од брзине система из којег је светлост емитована.

## Критике
Сваки предложени механизам „уморне светлсоти“ да би био озбиљно схваћен мора успешно да објасни сва опажања у вези са црвеним помаком:
- црвени помак мора бити исти у сваком опсегу таласних дужина
- теорија не сме да показује 'размазивање' помака
- треба да буде сагласан са Хабловом релацијом уоченом посматрањем супернова
- треба да објасни дилатацију времена опажену код космолошки удањених догађаја.

Као део шире нестандардне космологије механизам „уморне светлости“ треба да објасни и остала важна космолошка опажања:
- порекло позадинског микроталасног космичког зрачења
- космичку распрострањеност лаких елемената
- статистику великих космичких структура

До данас ниједно понуђено објашњење „уморне светлсоти“ није у стању да објасни сва опажања. На пример, „замор светлости“ преко познатих механизама расејања са атома, молекула или космичке прашине не могу да објасне већину ових опажања. Осим тога, било који механизам расејања би довео до знатно већег размазивања (замућења) космичких објеката него што еј то опажено. Још увек се јави понеко са новим објашњењем „умарања светлости“ у оквиру алтренативне космологије, али то угалвном не наилази на интерес шире истраживаче заједнице.
Опште узевши, космолози сматрају да класични модел уморне светлости има превише проблема да би био вредан озбиљног разматрања. Модел уморне светлсоти не пружа потпуно космолошко објашњење и по успеху не може да се мери стандардно космологији великог праска. Нема теорије уморне светлости која може да објасни опажену дилатацију времена код кривих светлости удаљених супернова, спектар црног тела или анизотропију космичког позадинског микроталасног зрачења, или опаженупромену облика, броја и површинског сјаја галаскија и квазара великог црвеног помака. На крају, чињеница да је век најстаријих звезда инверзно пропорционалан Хабловој константи природно следи из космологије великог праска али остаје потпуно необјашњива за сваки модел уморне светлости.